# Богородское сельское поселение (Пермский край)
Богородское се́льское поселе́ние — муниципальное образование в Октябрьском районе Пермского края Российской Федерации.
Административный центр — село Богородск.

## История
Статус и границы сельского поселения установлены Законом Пермской области от 9 декабря 2004 года № 1886-411 «Об утверждении границ и о наделении статусом муниципальных образований Октябрьского района Пермского края». В старые времена за проезд через село брали плату, пятак, с тех времён жителей называют "пяташники".

## Население
| 2010  | 2012  | 2013  | 2014  | 2015  | 2016  | 2017  |
| ----- | ----- | ----- | ----- | ----- | ----- | ----- |
| 1640  | ↘1574 | ↘1529 | ↘1515 | ↗1560 | ↗1577 | ↘1576 |
| 2018  | 2019  |       |       |       |       |       |
| ↗1585 | ↘1561 |       |       |       |       |       |

одна школола √4 и детский сад

## Состав сельского поселения
Невозможно определить количество столбцов